# José Esteve Bonet

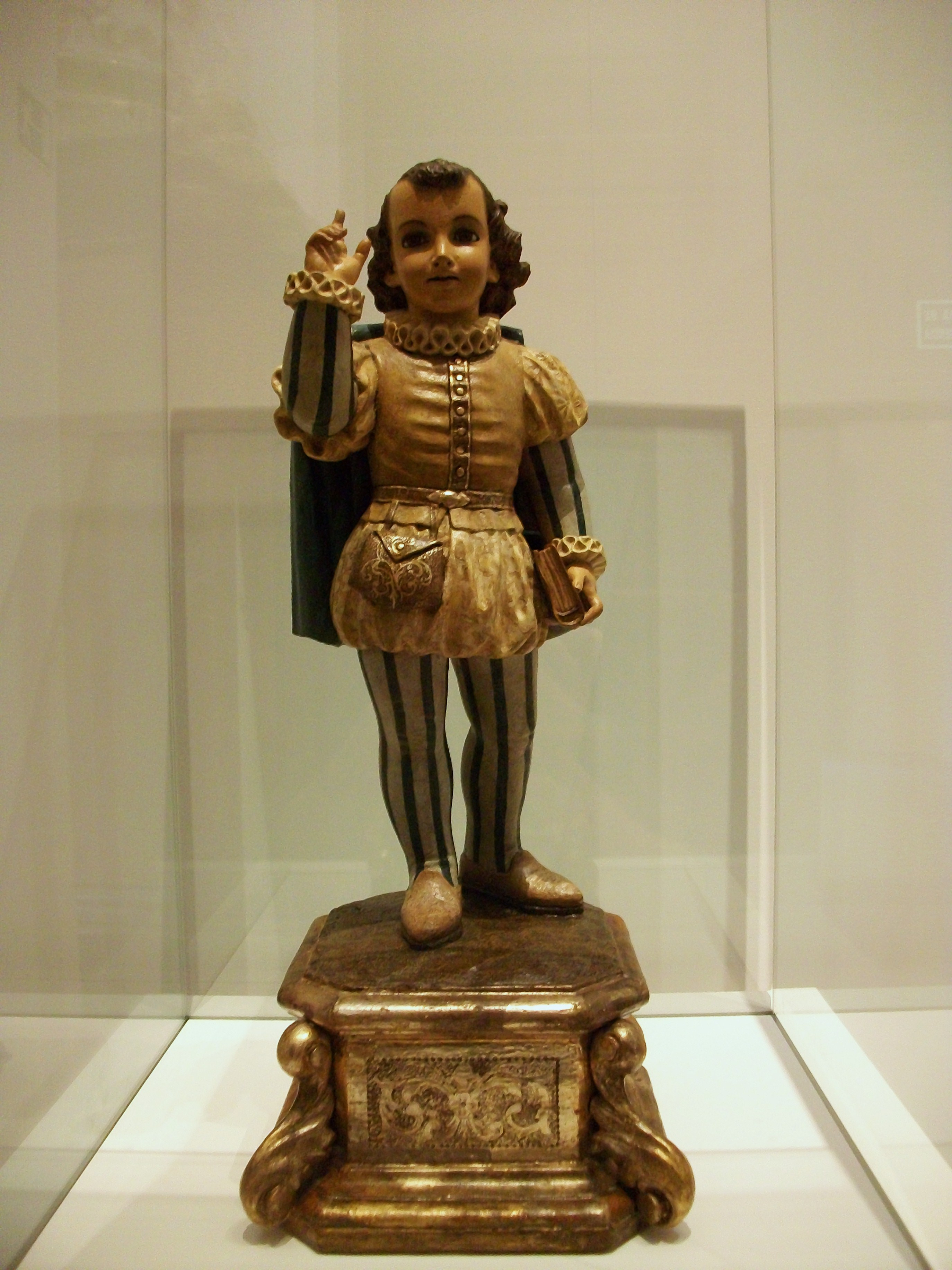
Rzeźba św. Wincentego Ferreriusza

José Esteve Bonet – hiszpański rzeźbiarz pochodzący z Walencji.
Pochodził z rodziny o wielopokoleniowych tradycjach artystycznych. Jego ojciec Francisco Esteve również był rzeźbiarzem, a syn Rafael Esteve Vilella został rytownikiem.
Studiował na Królewskiej Akademii Sztuk Pięknych San Carlos w Walencji, gdzie jego nauczycielem był Ignacio Vergara. Wyjechał do Madrytu gdzie zetknął się z klasycznymi artystami z Królewskiej Akademii Sztuk Pięknych św. Ferdynanda oraz śmietanką artystyczną związaną z królewskim dworem. Był mocno związany w uczelnią w Walencji, został profesorem, dyrektorem wydziału rzeźby, a w 1781 rektorem Akademii San Carlos.
W 1784 wrócił do Madrytu. Na zamówienie Karola III wykonał rzeźby do Belén del Príncipe, złożonej konstrukcji, która przedstawiała Boże Narodzenie i inne związane z nim sceny biblijne. Ta wykonana z rozmachem szopka była prezentem dla następcy tronu – księcia Karola i została umieszczona w Pałacu Królewskim w Madrycie. Esteve wykonał 180 figurek o wysokości 50 cm każda, które (na życzenie króla) przedstawiały różne zawody, zwyczaje i stroje regionu Walencji. Cała kompozycja składała się z ok. 6000 figur. Przy tym zleceniu Esteve współpracował z artystą José Ginés Marín. W 1790, w uznaniu za pracę przy Belén del Príncipe został mianowany nadwornym rzeźbiarzem na dworze króla Karola IV.

## Wybrane dzieła
- Belén del Príncipe, Pałac Królewski w Madrycie.
- San Judas Tadeo i San Felipe y San Pedro, 1775, Katedra w Walencji.
- San Juan Bautista, 1776, Kościół w Chiva.
- San José, Katedra w Sewilli.
- Cristo de la Iglesia de Yecla, 1800.
- Santa Ana, Cristo de la Buena Muerte i Virgen de los Dolores, 1773-74, znajdowały się w Kościele Santa Ana w Senyera, jednak zostały zniszczone w czasie rewolucji hiszpańskiej w 1936 roku.
- San Vicente Ferrer i San Vicente Mártir w Basílica de la Virgen de los Desamparados w Walencji.
- Cristo de la Defensión de Jerez de la Frontera
- Santa Clara de Asís, w kościele w La Orotava na Teneryfie.
- Cristo Resucitado, 1790, Basílica Menor de Santa María de Elche, Alicante.